# Liste der Kellergassen in Retzbach
Die Liste der Kellergassen in Retzbach führt die Kellergassen in der niederösterreichischen Gemeinde Retzbach an.
| Foto |                 | Kellergasse                 | Standort                    | Beschreibung |
| ---- | --------------- | --------------------------- | --------------------------- | --- |
| ja   | Datei hochladen | „Hintaus“                   | KG: Mitterretzbach Standort | Die Kellergasse ist eine einseitige Einzelkellergasse an einer Geländekante. Sie besteht aus 6 Gebäuden und hat eine Länge von 150 Metern. |
| ja   | Datei hochladen | Gstößen                     | KG: Mitterretzbach Standort | Die Kellergasse ist eine einseitige Einzelkellergasse an einer Geländekante. Sie besteht aus 13 Gebäuden und hat eine Länge von 300 Metern. |
| ja   | Datei hochladen | Kaffeegasse (beim Friedhof) | KG: Mitterretzbach Standort | Die Kellergasse ist eine beidseitige Einzelkellergasse in Grabenlage. Sie besteht aus 35 Gebäuden und hat eine Länge von 350 Metern. |
| ja   | Datei hochladen | „Niederfladnitzer Straße“   | KG: Oberretzbach Standort   | Die Kellergasse ist eine beidseitige Einzelkellergasse in Hanglage und an einer Geländekante. Sie besteht aus 21 Gebäuden und hat eine Länge von 350 Metern. Die älteste Datierung geht auf das Jahr 1847 zurück. Anmerkung: Einige Keller befinden sich in der Kirchengasse, die am südlichen Ende von der Kellergasse nach Südwesten abzweigt. |
| ja   | Datei hochladen | Waldstraße                  | KG: Oberretzbach Standort   | Die Kellergasse ist eine einseitige Einzelkellergasse an einer Geländekante. Sie besteht aus 5 Objekten in Schildmauerform. |
| ja   | Datei hochladen | „Retzer Marter“             | KG: Unterretzbach Standort  | Die Kellergasse ist eine beidseitige Einzelkellergasse in der Ebene. Sie besteht aus 11 Gebäuden und hat eine Länge von 150 Metern. |
| ja   | Datei hochladen | Hiartaweg/Unterer Mühlweg   | KG: Unterretzbach Standort  | Die Kellergasse ist ein beidseitiges Kellergassensystem in Hang- und Grabenlage. Sie besteht aus 73 Gebäuden und hat eine Länge von 700 Metern. |
| ja   | Datei hochladen | Krummer Weg                 | KG: Unterretzbach Standort  | Die Kellergasse ist eine beidseitige Einzelkellergasse in der Ebene und Hanglage. Sie besteht aus 29 Gebäuden und hat eine Länge von 600 Metern. |
| ja   | Datei hochladen | Wura                        | KG: Unterretzbach Standort  | Die Kellergasse ist eine beidseitige Einzelkellergasse in Grabenlage. Sie besteht aus 14 Gebäuden und hat eine Länge von 150 Metern. |

| Foto:                    | Fotografie der Kellergasse (Gesamtheit). Klicken des Fotos erzeugt eine vergrößerte Ansicht. Daneben finden sich zwei Symbole: \| Weitere Bilder vorhanden \| Das Symbol bedeutet, dass weitere Fotos des Objekts verfügbar sind. Durch Klicken des Symbols werden sie angezeigt. \| \| Eigenes Foto hochladen \| Durch Klicken des Symbols können weitere Fotos des Objekts in das Medienarchiv Wikimedia Commons hochgeladen werden. \| |
| Name:                    | Bezeichnung der Kellergasse |
| Standort:                | Es ist die Katastralgemeinde (KG) angegeben. Durch Aufruf des Links Standort wird die Lage der Kellergasse in verschiedenen Kartenprojekten angezeigt. |
| Beschreibung             | Kurze Beschreibung der Kellergasse |
| Weitere Bilder vorhanden | Das Symbol bedeutet, dass weitere Fotos des Objekts verfügbar sind. Durch Klicken des Symbols werden sie angezeigt. |
| Eigenes Foto hochladen   | Durch Klicken des Symbols können weitere Fotos des Objekts in das Medienarchiv Wikimedia Commons hochgeladen werden. |